# آرثر بيستور
آرثر يوجين بيستور جونيور (20 سبتمبر 1908 - 13 ديسمبر 1994) كان مؤرخًا الولايات المتحدة، وخلال الخمسينيات من القرن الماضي كان منتقدًا بارزًا للتعليم العام الأمريكي.